# Таас Маарахот
Таас Маарахот (ивр. תעש מערכות‎) — израильская военная компания, производящая системы вооружения, боеприпасы, а также ракетную и бронетехнику. Основной поставщик вооружений для Армии обороны Израиля. До 2018 года называлась Israel Military Industries (ивр. התעשייה הצבאית‎ — Военная промышленность) и была государственной корпорацией, пока не была выкуплена компанией Elbit Systems.

## История

Производство оружейных стволов на заводе IMI, 1955 год.

Israel Military Industries (IMI) была основана в 1933 году и стала первым производителем оружия в этом регионе. Первый завод IMI был создан в 1933 году в Гиватаиме. В 1936 году завод переведён в помещение кожевенного завода на побережье к северу от Тель-Авива. В том же году начат выпуск литых гранат и миномётов. В 1939 году директором IMI назначен Израиль Амир, командующий Хаганы в Герцлии. К моменту его выхода на пенсию в 1940 году IMI имело 7 отделений с 50 постоянными работниками. За время директорства Амира IMI произвело 48 миномётов и 5 000 гранат, что было большим показателем в конце 30-х годов. С 1954 года здесь производят знаменитый пистолет-пулемёт Uzi.
В декабре 2013 года правительство Израиля утвердило соглашение о приватизации концерна. К тендеру допущены только израильские компании по выбору министерства обороны — крупнейшего клиента компании и контролёра, разрешающего экспорт продукции. Ряд исследовательских направлений и производственных линий, которые государство заинтересовано сохранить под своим контролем из соображений секретности и безопасности переведены в специально для этой цели созданную госкомпанию «Томер».
9 апреля 2014 года Министерство финансов, Управление госкомпаний, профсоюз и руководство корпорации подписали коллективное соглашение о приватизации и структуризации концерна. В соответствии с соглашением, государство аннулирует долги ТААС в размере свыше 500 млн шекелей, руководство корпорации освободит занимаемую её предприятиями территорию в Рамат-ха-Шароне и до июня 2015 года 1200 работников уволит или отправит на досрочную пенсию с выплатой компенсаций. Также сокращаются 1000 ставок в течение последующих 15 лет. Новые корпуса ТААС будут возведены в Негеве и в окрестностях Мигдаль-ха-Эмека. Государство финансирует все работы по переносу предприятий, включая благоустройство освобождаемых земельных участков. На эти цели выделяются 300 млн шекелей в год.

### Приватизация и продажа
В ноябре 2013 года 33-е правительство Израиля утвердило схему приватизации военной и коммерческой промышленности, часть которой, определенная как интересы безопасности Государства Израиль, будет управляться в рамках государственной компании, которая будет создана после приватизации. В рамках этого Минобороны обязалось закупать у завода продукцию на сумму не менее 550 млн шекелей каждый год в течение 5 лет от каждого промышленного предприятия до 2025 года. В заявлении министерства говорится, что покупка позволит ЦАХАЛу завершить пополнение запасов, начавшееся после операции «Нерушимая скала», и поддержит программу обучения ЦАХАЛ на следующие десять лет в рамках программы Гидеон 2014 года.
В марте 2018 года государство достигло соглашения о продаже корпорации IMI компании Elbit Systems, при этом часть деятельности, включая производство легких ракетных двигательных установок , останется в руках государства в составе государственной компании Tomer. Завод в Рамат-ха-Шароне будет эвакуирован, а заводы Industrial Systems перенесены на юг . В ноябре 2018 года акции государства в компании (100% оплаченного уставного капитала) были переданы в собственность Elbit Systems Ltd. за 1,4 миллиарда шекелей наличными и 400 миллионов шекелей, которые должны быть выплачены двумя будущими платежами и дополнительные 100 миллионов шекелей в зависимости от результатов (всего 1,9 миллиарда шекелей).  Компания была объединена с подразделением «Elbit Lands & C4I». Объединенная компания стала называться «Эльбит Маарахот Явеша», и объединённой компанией стал управлять Уди Веред. Обработка рабочих военной промышленности и очистка соединений (от взрывчатых веществ и загрязненных почв), которые использовались для деятельности компании, были переданы государственной компании под названием «Нецер ха-Шарон Лтд».

## Загрязнение окружающей среды
Один из заводов Israel Military Industries прежде находился в тель-авивском районе Ревивим. В 1990-е годы производство было переведено в другое место, а на территории бывшего завода началось строительство жилых домов. Впоследствии в этом районе в почве и в подземных водах были обнаружены опасные вещества и газы, что напрямую связано с деятельностью завода. Аналогичная история произошла и с заводом «Маген» компании IMI, находившимся с 1950-го по 1997 год в промышленной зоне тель-авивского района Нахалат-Ицхак на улице Дерех а-Шалом.

## Отделения
- Отделение наземных систем (Land System) — модернизация танков и бронетранспортёров.
- Отделение ракетных систем (Rocket Systems) — занимается разработкой и производством ракетных систем и двигателей. Отдел предоставляет системные решения в производстве артиллерийских ракетных систем, а также комплексных защитных систем для вертолётов.
- Отделение вооружений (Munition systems) — производит боеприпасы для танков и артиллерии, пневматическое оружие, оружие для пехоты.
- Отделение продвинутых систем (Advanced systems)
- Отделение боеприпасов малого калибра (Small caliber ammunition)